# ASC Nasr de Sebkha
ASC Nasr de Sebkha is een Mauritaanse voetbalclub uit de hoofdstad Nouakchott. De club werd al drie keer landskampioen

## Erelijst
Landskampioen
2003, 2005, 2007
Beker van Mauritanië
2006